# Chibusa yo eien nare
Chibusa yo eien nare (乳房よ永遠なれ, lit. "seios eternos"), é um filme japonês de drama de 1955 dirigido pela atriz Kinuyo Tanaka. É baseado na vida da poetisa de estilo tanka, Fumiko Nakajō (1922–1954).

## Sinopse
Fumiko, que vive um casamento infeliz e é mãe de dois filhos, divorcia-se do marido viciado em drogas após um incidente, que ela considera um ato de infidelidade, e volta para a mãe. Ao mesmo tempo, tenta encontrar a sua vocação como poetisa, frequentando regularmente um círculo de poesia, incentivada pelo seu tutor casado Hori, que ela nutre um certo amor. Enquanto luta com o divórcio e com o fato de só poder ter sua filha sob sua tutela, ela é diagnosticada com câncer de mama em estágio avançado. Ela passa por uma mastectomia dupla, sobre a qual escreve em uma série de poemas amplamente notados e premiados, e tenta viver sua vida tão livremente quanto possível e conforme sua doença permite. Ela tem um breve caso com o jornalista Ōtsuki, que escreve sobre ela em uma série de jornais antes de ela finalmente morrer.

## Elenco
- Yumeji Tsukioka como Fumiko Shimojō/Nakajo
- Ryōji Hayama como Akira Ōtsuki
- Junkichi Orimoto como Shigeru Anzai
- Hiroko Kawasaki como Tatsuko
- Shiro Osaka como Yoshio
- Ikuko Kimuro como Seiko
- Masayuki Mori como Takashi Hori
- Yōko Sugi como Kinuko, esposa de Hori
- Chōko Iida como Hide
- Bokuzen Hidari como marido de Hide
- Toru Abe como Yamagami
- Fumie Kitahara como Kobayashi
- Kinuyo Tanaka como esposa do vizinho
- Yoshiko Tsubouchi como Shirakawa

## Recepção
Unanimemente considera possuindo altas habilidades de direção, os estudiosos do cinema divergem na avaliação dos temas abordados em Chibusa yo eien nare. Embora Alejandra Armendáriz-Hernández o chame de "uma representação ousada da sexualidade feminina [...] bem como um exemplo poderoso da criatividade e autoexpressão das mulheres", Alexander Jacoby vê o tema "feminista e progressista" de uma mulher escolhendo voluntariamente seguir carreira ao invés do casamento, sendo obscurecida pela concentração do filme em sua doença, evitando, assim, implicações mais controversas.

## Legado
Chibusa yo eien nare foi exibido repetidamente em festivais e museus de cinema nos EUA, na França e na Alemanha. O British Film Institute incluiu o filme em sua lista de filmes de 2020, O melhor filme japonês de cada ano – de 1925 até hoje.